# Українські залізниці

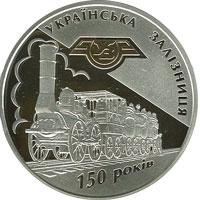
Монета НБУ присвячена 150-річчю українських залізниць

Украї́нські залізни́ці (УЗ) — термін, що вперше був затверджений у вересні 1992 рішенням Спільної групи Міжнародного союзу залізниць (МСЗ) та Організації співробітництва залізниць (ОСЗ) по класифікації і кодуванню.
Тоді ж терміни «Українські залізниці», «УЗ», «Ukrainski Zaliznytsi», «UZ» і числовий код для їх позначення «22» були документально закріплені в Пам'ятці ОСЗ/МСЗ № 920-2 «Єдине цифрове кодування залізниць». Пізніше дані терміни перейшли до Пам'ятки ОСЗ/МСЗ № 920-1.
Часто «Українські залізниці» хибно плутають з «Укрзалізницею», що є органом управління «Українськими залізницями».
В офіційному вживанні, особливо в рамках міжнародного співробітництва залізничних адміністрацій, термін «Українські залізниці» (УЗ) означає залізничний транспорт загального користування, що належить до сфери управління Укрзалізниці, а саме:
- шість залізниць — Донецька, Львівська, Одеська, Південна, Південно-Західна та Придніпровська, а також
- інші об'єднання, підприємства, установи і організації залізничного транспорту за переліком, визначеним Мінтрансзв'язку.

Термін «українські залізниці» (з маленької літери) також вживається у більш вузькому значенні для позначення шести залізниць, що належить до сфери управління Укрзалізниці
, або для позначення історичних залізниць України.